# Uridine
L'uridine est un nucléoside, résultant de l'attachement de l'uracile sur un cycle ribose, le ribofuranose, par une liaison glycosidique β-N1.
Si l'uracile est lié à un anneau de désoxyribose, on l'appelle désoxyuridine.

## Rôle biologique
L'uracile est un nucléoside pyrimidique, l'un des quatre constituants principaux de l'ARN, de symbole « U ». 
Elle remplace la thymidine lors de la phase de transcription de l'ADN en ARN messager. Bien que l'ARN soit à simple brin, elle peut s'apparier avec l'adénine.